# Lanthanomyia bouceki
Lanthanomyia bouceki är en stekelart som beskrevs av Heydon 2005. Lanthanomyia bouceki ingår i släktet Lanthanomyia och familjen puppglanssteklar. Inga underarter finns listade i Catalogue of Life.